# جدول مدال‌های المپیک تابستانی ۲۰۲۰

مدال‌های کسب شده هر تیم در طول بازی‌های المپیک تابستانی ۲۰۲۰. توضیح:
کشورهایی که حداقل یک مدال طلا کسب کردند.
کشورهایی که حداقل یک مدال نقره کسب کرده‌اند (و هیچ مدال طلا ندارند).
کشورهایی که حداقل یک مدال برنز (بدون مدال طلا یا نقره) کسب کرده‌اند.
کشورهایی که هیچ مدالی کسب نکردند.
کشورهایی که در المپیک تابستانی ۲۰۲۰ شرکت نکردند.

جدول مدال‌های زیر لیستی از تیم‌های کمیته ملی المپیک و یک تیم غیرالمپیک را بر اساس تعداد مدال‌های کسب شده طلا توسط ورزشکاران هر تیم در حین بازی‌های المیپک تابستانی ۲۰۲۰ در توکیو رده‌بندی می‌کند.

## مدال‌ها
مدال‌های المپیک برای بازی‌های المپیک تابستانی ۲۰۲۰ توسط جونیچی کاوانیشی طراحی شده‌است. این مدال‌ها با استفاده از فلزهای استخراج شده از وسایل الکترونیکی کوچک بازیافتی که توسط مردم اهدا شده‌است، تولید شده‌اند.

## جدول مدال‌ها
این جدول شمارش مدال‌های بازی‌های المپیک تابستانی ۲۰۲۰ است که بر اساس شمارش مدال‌های کمیته بین‌المللی المپیک (آی‌اُ‌سی) است. این رتبه‌بندی‌ها ابتدا بر اساس تعداد مدال‌های طلای کسب شده توسط کمیته‌های ملی المپیک (NOC) طبقه‌بندی می‌شود. سپس تعداد مدال‌های نقره و سپس تعداد مدال‌های برنز در نظر گرفته می‌شود. اگر بعد از این موارد، کشورها هنوز هم مساوی باشند، رتبه یکسانی داده می‌شود و براساس کد کشور آی‌اُ‌سی به ترتیب حروف الفبا فهرست می‌شوند. اگرچه این اطلاعات توسط آی‌اُ‌سی ارائه می‌شود، اما آی‌اُ‌سی خود هیچ سیستم رتبه‌بندی را به رسمیت نمی‌شناسد یا تأیید نمی‌کند.
  *   ژاپن
| رتبه           | NOC                 | طلا | نقره | برنز | مجموع |
| -------------- | ------------------- | --- | ---- | ---- | ----- |
| ۱              | ایالات متحده آمریکا | ۳۹  | ۴۱   | ۳۳   | ۱۱۳   |
| ۲              | چین                 | ۳۸  | ۳۲   | ۱۹   | ۸۹    |
| ۳              | ژاپن*               | ۲۷  | ۱۴   | ۱۷   | ۵۸    |
| ۴              | بریتانیای کبیر      | ۲۲  | ۲۰   | ۰    | ۴۲    |
| ۵              | چین                 | ۲۰  | ۲۸   | ۲۳   | ۷۱    |
| ۶              | استرالیا            | ۱۷  | ۷    | ۲۲   | ۴۶    |
| ۷              | هلند                | ۱۰  | ۱۲   | ۱۴   | ۳۶    |
| ۸              | فرانسه              | ۱۰  | ۱۲   | ۱۱   | ۳۳    |
| ۹              | آلمان               | ۱۰  | ۱۱   | ۱۶   | ۳۷    |
| ۱۰             | ایتالیا             | ۱۰  | ۱۰   | ۲۰   | ۴۰    |
| ۱۱             | کانادا              | ۷   | ۷    | ۱۰   | ۲۴    |
| ۱۲             | برزیل               | ۷   | ۶    | ۸    | ۲۱    |
| ۱۳             | نیوزیلند            | ۷   | ۶    | ۷    | ۲۰    |
| ۱۴             | کوبا                | ۷   | ۳    | ۵    | ۱۵    |
| ۱۵             | مجارستان            | ۶   | ۷    | ۷    | ۲۰    |
| ۱۶             | کره جنوبی           | ۶   | ۴    | ۱۰   | ۲۰    |
| ۱۷             | لهستان              | ۴   | ۵    | ۵    | ۱۴    |
| ۱۸             | جمهوری چک           | ۴   | ۴    | ۳    | ۱۱    |
| ۱۹             | کنیا                | ۴   | ۴    | ۲    | ۱۰    |
| ۲۰             | نروژ                | ۴   | ۲    | ۲    | ۸     |
| ۲۱             | جامائیکا            | ۴   | ۱    | ۴    | ۹     |
| ۲۲             | اسپانیا             | ۳   | ۸    | ۶    | ۱۷    |
| ۲۳             | سوئد                | ۳   | ۶    | ۰    | ۹     |
| ۲۴             | سوئیس               | ۳   | ۴    | ۶    | ۱۳    |
| ۲۵             | دانمارک             | ۳   | ۴    | ۴    | ۱۱    |
| ۲۶             | کرواسی              | ۳   | ۳    | ۲    | ۸     |
| ۲۷             | ایران               | ۳   | ۲    | ۲    | ۷     |
| ۲۸             | صربستان             | ۳   | ۱    | ۵    | ۹     |
| ۲۹             | بلژیک               | ۳   | ۱    | ۳    | ۷     |
| ۳۰             | بلغارستان           | ۳   | ۱    | ۲    | ۶     |
| ۳۱             | اسلوونی             | ۳   | ۱    | ۱    | ۵     |
| ۳۲             | ازبکستان            | ۳   | ۰    | ۲    | ۵     |
| ۳۳             | گرجستان             | ۲   | ۵    | ۱    | ۸     |
| ۳۴             | چین تایپه           | ۲   | ۴    | ۶    | ۱۲    |
| ۳۵             | ترکیه               | ۲   | ۲    | ۹    | ۱۳    |
| ۳۶             | اوگاندا             | ۲   | ۱    | ۱    | ۴     |
| ۳۶             | یونان               | ۲   | ۱    | ۱    | ۴     |
| ۳۸             | اکوادور             | ۲   | ۱    | ۰    | ۳     |
| ۳۹             | اسرائیل             | ۲   | ۰    | ۲    | ۴     |
| ۳۹             | ایرلند              | ۲   | ۰    | ۲    | ۴     |
| ۴۱             | قطر                 | ۲   | ۰    | ۱    | ۳     |
| ۴۲             | باهاما              | ۲   | ۰    | ۰    | ۲     |
| ۴۲             | کوزوو               | ۲   | ۰    | ۰    | ۲     |
| ۴۴             | اوکراین             | ۱   | ۶    | ۱۲   | ۱۹    |
| ۴۵             | بلاروس              | ۱   | ۳    | ۳    | ۷     |
| ۴۶             | رومانی              | ۱   | ۳    | ۰    | ۴     |
| ۴۶             | ونزوئلا             | ۱   | ۳    | ۰    | ۴     |
| ۴۸             | هند                 | ۱   | ۲    | ۴    | ۷     |
| ۴۹             | هنگ کنگ             | ۱   | ۲    | ۳    | ۶     |
| ۵۰             | اسلواکی             | ۱   | ۲    | ۱    | ۴     |
| ۵۰             | فیلیپین             | ۱   | ۲    | ۱    | ۴     |
| ۵۲             | آفریقای جنوبی       | ۱   | ۲    | ۰    | ۳     |
| ۵۳             | اتریش               | ۱   | ۱    | ۵    | ۷     |
| ۵۴             | مصر                 | ۱   | ۱    | ۴    | ۶     |
| ۵۵             | اندونزی             | ۱   | ۱    | ۳    | ۵     |
| ۵۶             | اتیوپی              | ۱   | ۱    | ۲    | ۴     |
| ۵۶             | پرتغال              | ۱   | ۱    | ۲    | ۴     |
| ۵۸             | تونس                | ۱   | ۱    | ۰    | ۲     |
| ۵۹             | استونی              | ۱   | ۰    | ۱    | ۲     |
| ۵۹             | تایلند              | ۱   | ۰    | ۱    | ۲     |
| ۵۹             | فیجی                | ۱   | ۰    | ۱    | ۲     |
| ۵۹             | لتونی               | ۱   | ۰    | ۱    | ۲     |
| ۶۳             | برمودا              | ۱   | ۰    | ۰    | ۱     |
| ۶۳             | مراکش               | ۱   | ۰    | ۰    | ۱     |
| ۶۳             | پورتوریکو           | ۱   | ۰    | ۰    | ۱     |
| ۶۶             | کلمبیا              | ۰   | ۴    | ۱    | ۵     |
| ۶۷             | جمهوری آذربایجان    | ۰   | ۳    | ۴    | ۷     |
| ۶۸             | جمهوری دومینیکن     | ۰   | ۳    | ۲    | ۵     |
| ۶۹             | ارمنستان            | ۰   | ۲    | ۲    | ۴     |
| ۷۰             | قرقیزستان           | ۰   | ۲    | ۱    | ۳     |
| ۷۱             | مغولستان            | ۰   | ۱    | ۳    | ۴     |
| ۷۲             | آرژانتین            | ۰   | ۱    | ۲    | ۳     |
| ۷۲             | سان مارینو          | ۰   | ۱    | ۲    | ۳     |
| ۷۴             | اردن                | ۰   | ۱    | ۱    | ۲     |
| ۷۴             | مالزی               | ۰   | ۱    | ۱    | ۲     |
| ۷۴             | نیجریه              | ۰   | ۱    | ۱    | ۲     |
| ۷۷             | بحرین               | ۰   | ۱    | ۰    | ۱     |
| ۷۷             | ترکمنستان           | ۰   | ۱    | ۰    | ۱     |
| ۷۷             | عربستان سعودی       | ۰   | ۱    | ۰    | ۱     |
| ۷۷             | لیتوانی             | ۰   | ۱    | ۰    | ۱     |
| ۷۷             | مقدونیه شمالی       | ۰   | ۱    | ۰    | ۱     |
| ۷۷             | نامیبیا             | ۰   | ۱    | ۰    | ۱     |
| ۸۳             | قزاقستان            | ۰   | ۰    | ۸    | ۸     |
| ۸۴             | مکزیک               | ۰   | ۰    | ۴    | ۴     |
| ۸۵             | فنلاند              | ۰   | ۰    | ۲    | ۲     |
| ۸۶             | بوتسوانا            | ۰   | ۰    | ۱    | ۱     |
| ۸۶             | بورکینافاسو         | ۰   | ۰    | ۱    | ۱     |
| ۸۶             | ساحل عاج            | ۰   | ۰    | ۱    | ۱     |
| ۸۶             | سوریه               | ۰   | ۰    | ۱    | ۱     |
| ۸۶             | غنا                 | ۰   | ۰    | ۱    | ۱     |
| ۸۶             | مولداوی             | ۰   | ۰    | ۱    | ۱     |
| ۸۶             | کویت                | ۰   | ۰    | ۱    | ۱     |
| ۸۶             | گرنادا              | ۰   | ۰    | ۱    | ۱     |
| مجموع (۹۳ NOC) | مجموع (۹۳ NOC)      | ۳۴۰ | ۳۳۸  | ۳۸۰  | ۱۰۵۸  |

## Changes in medal standings
Key
  ※   Disqualified athlete(s)
| Ruling date   | Sport/Event                                                 | Athlete (NOC)                                                                                 | 1 | 2  | 3  | Total | Notes |
| ------------- | ----------------------------------------------------------- | --------------------------------------------------------------------------------------------- | - | -- | -- | ----- | --- |
| ۱۸ فوریه ۲۰۲۲ | دو و میدانی در بازی‌های المپیک تابستانی ۲۰۲۰ Men's ۴ × 100 m | زارنل هیوز (GBR) ※ · ریچارد کیلتی (GBR) ※ · ناتانیل میچل-بلیک (GBR) ※ · چیجیندو اوجاه (GBR) ※ |   | −۱ |    | –۱    | On 12 August 2021, CJ Ujah was suspended from competition by اتحادیه بین‌المللی فدراسیون‌های دو و میدانی after testing positive for the banned substances S-23 and Enobosarm. Six months later, the IOC formally requested تیم GB to collect the medals from teammates زارنل هیوز، ریچارد کیلتی، and ناتانیل میچل-بلیک. Canada's relay team received the silver medal, and China's relay team was awarded the bronze. |
| ۱۸ فوریه ۲۰۲۲ | دو و میدانی در بازی‌های المپیک تابستانی ۲۰۲۰ Men's ۴ × 100 m | جروم بلیک (CAN) · آرون براون (دونده) (CAN) · آندری ده گراس (CAN) · برندن رودنی (CAN)          |   | +۱ | −۱ | ۰     | On 12 August 2021, CJ Ujah was suspended from competition by اتحادیه بین‌المللی فدراسیون‌های دو و میدانی after testing positive for the banned substances S-23 and Enobosarm. Six months later, the IOC formally requested تیم GB to collect the medals from teammates زارنل هیوز، ریچارد کیلتی، and ناتانیل میچل-بلیک. Canada's relay team received the silver medal, and China's relay team was awarded the bronze. |
| ۱۸ فوریه ۲۰۲۲ | دو و میدانی در بازی‌های المپیک تابستانی ۲۰۲۰ Men's ۴ × 100 m | تانگ شینگچیانگ (CHN) · سو بینگتین (CHN) · شیه ژنیه (CHN) · وو ژیچیانگ (CHN)                   |   |    | +۱ | +۱    | On 12 August 2021, CJ Ujah was suspended from competition by اتحادیه بین‌المللی فدراسیون‌های دو و میدانی after testing positive for the banned substances S-23 and Enobosarm. Six months later, the IOC formally requested تیم GB to collect the medals from teammates زارنل هیوز، ریچارد کیلتی، and ناتانیل میچل-بلیک. Canada's relay team received the silver medal, and China's relay team was awarded the bronze. |

| NOC                  | Gold | Silver | Bronze | Net Change |
| -------------------- | ---- | ------ | ------ | ---------- |
| بریتانیای کبیر (GBR) | ۰    | −۱     | ۰      | −۱         |
| کانادا (CAN)         | ۰    | +۱     | −۱     | ۰          |
| چین (CHN)            | ۰    | ۰      | +۱     | +۱         |